# نهر المشرح
نهر المشرح هو أحد الأنهار القصيرة في العراق يتفرع من الجانب الأيسر لنهر دجلة في ناحية المشرح الي تبعد حوالي 25 كيلومتر (16 ميل) عن مركز مدينة العمارة في محافظة ميسان جنوب العراق.

## التسمية
سميت الناحية نسبة للنهر بسبب كثرة (الشروح والتفرعات) في النهر المار بالناحية حيث هناك 15 جدولًا جميعها تنبع من ضفته اليمنى على أمتداد مساره وهي: جداول العلة وأم البطوط والصفيجي والجديد والخرابة والكريمة والداغرية والملفود والجادل والجويدل والونسة والمتعافية والجكة والبقعة وشط الاعمى والهميلي.